# Список об'єктів, названих на честь Леопольда Кронекера
Наступне було названо на честь Леопольда Кронекера (нім. Leopold Kronecker; 1823—1891) — німецького математика:
теореми
- Теорема Кронекера[en]
- Теорема Кронекера — Вебера
- Теорема Кронекера — Капеллі

інше
- Граф Кронекера[en]
- Добуток Кронекера
- Константа Кронекера
- Лема Кронекера[en]
- Метод Кронекера[ru]
- Коефіцієнт Кронекера[en]
- Символ Кронекера
- Символ Кронекера — Якобі
- Число Ейзенштейна — Кронекера[en]
- 25624 Кронекер — астероїд головного поясу